# Mattapanient
Mattapanient, jedna od lokalnoh sklupina Conoy Indijanaca, porodica Algonquian, nastanjeni u prvim godinama 17. stoljeća na rijeci Patuxent u Marylandu, okrug St. Marys. Glavno istoimeno naselje (1608.) nalazilo se unutar sadašnjeg Merkle Wildlife Sanctuary, prema Hodgeu na Mattypony Creeku. Godine 1636. utemeljena je misija među njima, a već 1651. uz još neke Indijance preseljeni su na rijeku Wicomico.
Plemena Patuxent, Mattapanient i Acquintanacsuak prema kapetanu Johnu Smithu imala su oko 200 ratnika. 